# 组织蛋白酶E
组织蛋白酶E（英文：Cathepsin E）是一种酶（EC 3.4.23.34），在人体中由CTSE基因编码。该酶又称慢速蛋白酶、红细胞膜天冬氨酸蛋白酶、SMP、EMAP、非胃蛋白酶、组织蛋白酶D样酸性蛋白酶、组织蛋白酶E样酸性蛋白酶、组织蛋白酶D型蛋白酶。
组织蛋白酶E是一种在动物以及各种其他生物中发现的蛋白酶，属于天冬氨酸蛋白酶组。在人类中，它由位于1号染色体1q32。它是一种细胞内非溶酶体糖蛋白，主要存在于皮肤和免疫细胞中。该蛋白质是作为二硫键连接的同源二聚体发挥作用的天冬氨酰蛋白酶，具有高甘露糖型的寡糖链。它是肽酶A1家族的成员，因此它与胃蛋白酶A和组织蛋白酶D有相似的特异性。组织蛋白酶E是一种细胞内酶，并且不参与膳食蛋白质的消化。它在胃的上皮粘液产生细胞表面的丰度最高。它是第一种存在于胎儿胃中的天冬氨酸蛋白酶，存在于超过一半的胃癌中，因此它似乎是一种肿瘤胚胎抗原。该基因存在利用替代多腺苷酸化信号的转录变体和编码不同异构体的两种转录变体。
体内缺乏组织蛋白酶E可能导致炎症性皮肤病（如异位性皮炎），对此的治疗将依赖于固定体内蛋白质的功能和水平。与肾素和组织蛋白酶D一样，组织蛋白酶E是少数已知的在消化道和生殖道以外的人体组织中产生的天冬氨酸蛋白酶之一。

## 结构
组织蛋白酶E的结构与组织蛋白酶D和Β分泌酶1的结构非常相似，并且它们都具有几乎相同的活性位点区域。它们之间的区别在于它们活性位点周围的微环境。残基DTG 96-98和DTG 281-283有助于酶活性位点的形成。在残基Cys 272-276和Cys 314-351处也有两对二硫键。氨基酸链上第109位和第114位的另外两个Cys残基在三维空间中彼此靠近，但是它们的硫原子之间的距离为3.53Å，这对于形成适当的二硫键来说太大了。该结构在活性位点的 Asp残基和周围的残基之间也有四个氢键。与组织蛋白酶D和Β分泌酶1的结构相比，组织蛋白酶E的一个区别因素可以看出，在Asp 96和Ser 99残基之间形成了额外的氢键，并且在Asp 281处没有与Leu/Met形成氢键。

## 在生物体内的分布
组织蛋白酶E分布在消化道、淋巴组织、血细胞、泌尿器官和小胶质细胞中。它在不同哺乳动物细胞中的细胞内定位与其类似的组织蛋白酶D不同。组织蛋白酶E与胃壁细胞的胞内小管、肝细胞的胆小管、肾脏的近端肾小管细胞、肠、气管和支气管的上皮细胞、破骨细胞甚至红细胞中的膜组织结合。它在内体结构中的定位可见于许多不同的细胞类型，例如抗原呈递B细胞淋巴母细胞、胃细胞和小胶质细胞。在细胞内质网的扁囊中也检测到它的存在。

## 功能
组织蛋白酶E在蛋白质降解、通过MHCII类分子途径加工的抗原和生物活性蛋白的产生中起着至关重要的作用。该酶还被认为与年龄诱导的神经元死亡途径的执行以及兴奋毒素对谷氨酸受体的过度刺激和短暂的前脑缺血有关。在对老鼠进行的一项实验中，在年轻老鼠的脑组织中几乎没有检测到组织蛋白酶E，但在老年大鼠的新纹状体和大脑皮质中其水平大大增加。在短暂的前脑缺血一周后，该酶还在海马体CA1区的活化小胶质细胞和退化的神经元中高水平表达。组织蛋白酶E可能在肠化生分化良好的腺癌的发展中发挥作用。该酶还与树突状细胞有关，在树突状细胞中它产生CD4库以响应自身和外来蛋白质。

## 后翻译修饰
该酶被糖基化。不同的细胞类型导致碳水化合物链的性质不同。在成纤维细胞中的酶原中观察到高甘露糖型寡糖，然而在复合型寡糖中可以看到成熟酶。在红细胞膜中，成熟酶和酶原均具有复合型寡糖。自催化裂解产生两种形式的酶，形式1从残基Ile 54开始，形式2在Thr 57开始。

## 拓展阅读
- Tsukuba T, Yamamoto K. . Nihon Yakurigaku Zasshi. Folia Pharmacologica Japonica. July 2003, 122 (1): 15–20. PMID 12843568. doi:10.1254/fpj.122.15 .
- Flynn TJ, Deshmukh DS, Pieringer RA. . The Journal of Biological Chemistry. August 1977, 252 (16): 5864–70. PMID 195962. doi:10.1016/S0021-9258(17)40103-7 .
- Azuma T, Liu WG, Vander Laan DJ, Bowcock AM, Taggart RT. . The Journal of Biological Chemistry. January 1992, 267 (3): 1609–14. PMID 1370478. doi:10.1016/S0021-9258(18)45989-3 .
- Saku T, Sakai H, Shibata Y, Kato Y, Yamamoto K. . Journal of Biochemistry. December 1991, 110 (6): 956–64. PMID 1794985. doi:10.1093/oxfordjournals.jbchem.a123696.
- Athauda SB, Takahashi T, Inoue H, Ichinose M, Takahashi K. . FEBS Letters. November 1991, 292 (1–2): 53–6. PMID 1959628. doi:10.1016/0014-5793(91)80832-N .
- Lees WE, Kalinka S, Meech J, Capper SJ, Cook ND, Kay J. . FEBS Letters. October 1990, 273 (1–2): 99–102. PMID 2226872. doi:10.1016/0014-5793(90)81060-2 .
- Athauda SB, Matsuzaki O, Kageyama T, Takahashi K. . Biochemical and Biophysical Research Communications. April 1990, 168 (2): 878–85. PMID 2334440. doi:10.1016/0006-291X(90)92403-M.
- Fowler SD, Kay J, Dunn BM, Tatnell PJ. . FEBS Letters. June 1995, 366 (1): 72–4. PMID 7789521. S2CID 38970367. doi:10.1016/0014-5793(95)00501-Y.
- Finley EM, Kornfeld S. . The Journal of Biological Chemistry. December 1994, 269 (49): 31259–66. PMID 7983070. doi:10.1016/S0021-9258(18)47417-0 .
- Takeda-Ezaki M, Yamamoto K. . Archives of Biochemistry and Biophysics. August 1993, 304 (2): 352–8. PMID 8346912. doi:10.1006/abbi.1993.1361.
- Schulz TF, Reeves JD, Hoad JG, Tailor C, Stephens P, Clements G, Ortlepp S, Page KA, Moore JP, Weiss RA. . AIDS Research and Human Retroviruses. February 1993, 9 (2): 159–66. PMID 8457383. doi:10.1089/aid.1993.9.159.
- Finzi G, Cornaggia M, Capella C, Fiocca R, Bosi F, Solcia E, Samloff IM. . Histochemistry. March 1993, 99 (3): 201–11. PMID 8491674. S2CID 6045937. doi:10.1007/BF00269138.
- Azuma T, Hirai M, Ito S, Yamamoto K, Taggart RT, Matsuba T, Yasukawa K, Uno K, Hayakumo T, Nakajima M. . International Journal of Cancer. August 1996, 67 (4): 492–7. PMID 8759606. doi:10.1002/(SICI)1097-0215(19960807)67:4<492::AID-IJC5>3.0.CO;2-N.
- Sealy L, Mota F, Rayment N, Tatnell P, Kay J, Chain B. . European Journal of Immunology. August 1996, 26 (8): 1838–43. PMID 8765029. S2CID 29006370. doi:10.1002/eji.1830260826.
- Bernstein HG, Reichenbach A, Wiederanders B. . Neuroscience Letters. January 1998, 240 (3): 135–8. PMID 9502222. S2CID 9176410. doi:10.1016/S0304-3940(97)00946-4.
- Cook M, Caswell RC, Richards RJ, Kay J, Tatnell PJ. . European Journal of Biochemistry. May 2001, 268 (9): 2658–68. PMID 11322887. doi:10.1046/j.1432-1327.2001.02159.x.
- Suzuki Y, Tsunoda T, Sese J, Taira H, Mizushima-Sugano J, Hata H, Ota T, Isogai T, Tanaka T, Nakamura Y, Suyama A, Sakaki Y, Morishita S, Okubo K, Sugano S. . Genome Research. May 2001, 11 (5): 677–84. PMC 311086 . PMID 11337467. doi:10.1101/gr.gr-1640r.